# اسیلا (جورجیا)
اسیلا، جورجیا (به انگلیسی: Ocilla, Georgia) یک شهر در ایالات متحده آمریکا با جمعیت ۳٬۲۷۰ نفر است که در جورجیا واقع شده‌است.

## موقعیت جغرافیایی
موقعیت جغرافیایی شهرها و مناطق اطراف به شرح زیر است: